# Euparyphus ornatus
Euparyphus ornatus är en tvåvingeart som beskrevs av Samuel Wendell Williston  1885. Euparyphus ornatus ingår i släktet Euparyphus och familjen vapenflugor. Inga underarter finns listade i Catalogue of Life.